# Les Récits du Père Ambroise
Les Récits du Père Ambroise était une émission de télévision québécoise destinée à la jeunesse diffusée du 10 juin 1954 au 28 mai 1957 à la Télévision de Radio-Canada.
L'émission a changé de titre temporairement pour Les Voyages du Père Ambroise du 15 juillet au 27 septembre 1954.
L'animateur était l'abbé Ambroise Lafortune qui expliquait à son jeune auditoire le mode de vie, les jeux, les légendes et coutumes des enfants des autres pays.

## Fiche technique
- Arts graphiques : Frédéric Back
- Réalisateur : Louis-Philippe Beaudoin